# Зборшора
Зборшора — річка в Україні, у Калуському районі Івано-Франківської області у Галичині. Ліва притока Болохівки, (басейн Дністра).

## Опис
Довжина річки 12 км, похил річки 5,6  м/км, площа басейну водозбору 26,3  км², найкоротша відстань між витоком і гирлом — 11,28 км, коефіцієнт звивистості річки — 1,06 . Формується притокою та багатьма безіменними струмками.

## Розташування
Бере початок на південно-східних схилах безіменної гори (394,1 м). Тече переважно на південний схід поміж горами, через листяний ліс, через село Збора і на північно-західній стороні від села Верхня впадає у річку Болохівку, ліву притоку Сівки.

## Цікавий факт
- Історична назва річки Збора (пол. Zbora[4][5]), а її ліва притока — Зборшора (пол. Zborszora[4])
- У XIX столітті біля гирла річки існував 1 водяний млин[4].